# Tagalodes
Tagalodes is een geslacht van wantsen uit de familie van de Reduviidae (Roofwantsen). Het geslacht werd voor het eerst wetenschappelijk beschreven door Scudder in 1890.

## Soorten
Het genus is monotypisch en bevat alleen de volgende soort:

- Tagalodes inermis Scudder, 1890